# Муравьёв, Пётр Фёдорович
Пётр Фёдорович Муравьёв (1 [14] февраля 1907, Москва — 18 марта 1980, Калининград, Московская область) — советский конструктор артиллерийского вооружения Великой Отечественной войны.
Член ВКП(б) с 1927 года. Инженер-подполковник технических войск (1945). Лауреат Сталинской премии первой степени.

## Биография
В 1923—1924 годах — ученик слесаря школы ФЗУ (фабрично-заводского ученичества).
В 1924—1928 годах — слесарь на московском заводе «Борец».
В 1928 году поступил на станкостроительный факультет Московского высшего технического училища (МВТУ имени Н. Э. Баумана).
В 1930 году вместе с другими студентами МВТУ был мобилизован для дальнейшей учёбы на военно-механическом факультете Ленинградского машиностроительного института (ЛМСИ) - отраслевого вуза Ленинградского политехнического института.  26 марта 1932 г. приказом №61 директора ЛМСИ Евдокимова студент-дипломник был переведён на орудийно-арсенальный факультет во вновь организованный (на базе ЛМСИ) Ленинградский военно-механический институт (ЛВМИ, ныне Балтийский государственный технический университет «ВОЕНМЕХ»).
Окончив в 1932 году ЛВМИ по специальности конструктора-артиллериста, получил направление во Всесоюзное орудийно-арсенальное объединение (ВОАО), а затем в созданное на базе ВОАО ГКБ № 38 (г. Калининград, Московская область).
В конце 1933 года по решению Правительства, с целью укрепления периферийных артиллерийских заводов, ГКБ № 38 было расформировано и его сотрудников группами по 10-12 человек направили в Ленинград, Пермь, Сталинград и другие города. Молодой специалист П. Ф. Муравьев с группой конструкторов (Боглевский, Водохлебов, Горшков, Киселев, Костин, Мещанинов, Павлов, Ренне, Розанов, Строганов) во главе с В. Г. Грабиным был направлен на завод № 92 (г. Горький).
Первая специализация — решение задач внутренней баллистики, расчет, проектирование и конструирование стволов. С 1934 по 1943 годы участвовал в разработке стволов новых пушек на заводе № 92. Вторая специализация — проектирование и конструирование танковых пушек. В 1937 году был назначен руководителем специального подразделения. В 1940 году стал руководителем сектора, а в 1942 году начальником отдела танковых пушек.
В 1943 году за создание артиллерийских систем, принятых на вооружение Советской Армии, в составе группы конструкторов, П. Ф. Муравьев был удостоен звания Лауреата Сталинской премии первой степени. Передал денежные средства за присуждённую ему премию в Фонд обороны.
С 1938 по 1940 годы коллектив сектора работал над 85-мм пушкой Ф-30 для танка КВ. В декабре 1940 года Кировский завод выпустил опытный танк КВ-2 (КВ-220 или «объект 220») с пушкой Ф-30. В январе 1941 года при заводских испытаниях двигатель танка вышел из строя. Испытания пришлось прервать.
В апреле 1941 года был ведущим конструктором по созданию 107-мм пушки ЗИС-6 для тяжелого танка КВ-3. Пушка была спроектирована, изготовлена, установлена в танк КВ-2 и сделала первый выстрел в рекордно короткий срок — через 38 дней. По данным историка М. Свирина, в июле-августе 1941 года было изготовлено пять серийных образцов ЗИС-6. После чего её производство было прекращено ввиду отсутствия танка КВ-3.
В сентябре — ноябре 1941 года сектором была спроектирована строенная танковая установка ЗИС-6А. В неё входили 107-мм пушка ЗИС-6, 45-мм пушка 20К и 7,62-мм пулемёт ДТ. Система 20К предназначалась для пристрелки и поражения слабо защищенных целей. Таким образом, экономились 107-мм снаряды. Опытный образец установки ЗИС-6А был изготовлен весной 1942 года, но его не на что было ставить, и работы пришлось прекратить.
В 1942 году коллективом была создана 76-мм пушка ЗИС-96 для английского танка «Матильда», вооруженного ранее 40-миллиметровой пушкой. Пушка ЗИС-96 была принята на вооружение, завод № 9 получил заказ изготовить 100 пушек в 1 квартале 1942 года, но его не выполнил.
В 1943 году был переведен в ЦАКБ (главный конструктор В. Г. Грабин) на должность начальника отдела танковых пушек.
В январе 1944 года коллектив ЦАКБ разработал для танка Т-34 пушку С-53 калибра 85 мм. (конструкторы И. И. Иванов, Г. И. Шабаров, Г. И. Сергеев). Она прошла испытания и была принята на вооружение. Всего изготовили 11518 штук. После выявления дефектов противооткатного устройства пушку сняли с производства. В течение нескольких месяцев 1944 года на танки ставили 85-мм пушку Д-5Т конструктора Ф. Ф. Петрова, предназначенную для тяжелого танка КВ-85. Танков Т-34 с пушкой Д-5Т было выпущено до 500 единиц. Затем объединёнными усилиями завода № 92 и ЦАКБ пушка С-53 была доработана и принята на вооружение под индексом ЗИС-С-53. Пушка ЗИС-С-53 была установлена на большинстве танков Т-34-85, а также на танках Т-44. Всего до конца 1945 года было изготовлено 14265 пушек.
В 1947 году коллектив отдела приступил к работам по установке спаренной 57-мм зенитной автоматической пушки ЗСУ-57-2 (главный конструктор Локтев Л. А.) в танк Т-34. Система предназначалась для защиты танковых и моторизированных частей в походе от авиации противника. В окончательном варианте пушка получила индекс C-68, была установлена на шасси среднего танка Т-54 и принята на вооружение в 1955 г.
В 1951 году отдел спроектировал 100-мм танковую пушку С84-СА с системой стабилизации в вертикальной и горизонтальной плоскости С88-СА (начальник отдела П. А. Тюрин). Эта пушка впервые была оснащена эжектором, чтобы уменьшить загазованность внутри башни. В 1953 г. опытный образец прошёл полигонные испытания. В 1954 году работы приостановили и всю документацию передали в ЦНИИ-173.
С 1955 году — назначен на должность начальника СКБ в ЦНИИ-58 (главный конструктор В. Г. Грабин).
В 1956 году был разработан проект стабилизированной 85-мм танковой пушки С-116 для плавающего танка ПТ-76. В 1958 году опытный образец пушки и система стабилизации С-117 (начальник СКБ — Б. Г. Погосянц) были направлены на танковый завод для монтажа в танке и испытаний в бассейне.
С 1959 года, после объединения ЦНИИ-58 с ОКБ-1, (Генеральный конструктор С. П. Королёв), занимался разработкой двигателей для стратегических межконтинентальных баллистических ракет на твердом топливе РТ-2, принятых на вооружение в 1968 году.
В период с 1949 по 1956 годы читал курс лекций «Проектирование и расчет стволов и затворов» в Академии оборонной промышленности на кафедре «Проектирование и расчет артиллерийских систем».
Депутат Калининградского городского Совета депутатов трудящихся в 1957—1961 годах.
С 1968 года — пенсионер союзного значения.
Умер 18 марта 1980 года.

## Разработки
Принимал непосредственное участие в проектировании, испытаниях и постановке на серийное производство новых образцов артиллерийского вооружения:
- 76-мм дивизионной пушки образца 1936 года (Ф-22, «Ф» — индекс завода № 92 в 1936 году.). В разделе трудовой книжки «Сведения о поощрениях» появилась первая запись: «За успешное выполнение заданий по изготовлению опытных образцов Ф-22 премия в сумме 600 руб. Приказ по заводу № 92 от 25/VI 35 года за № 86.». Всего в трудовой книжке более 20 записей о поощрениях и наградах. Серийно было изготовлено 2932 пушки. Снята с производства в 1940 году;
- 76-мм усовершенствованной дивизионной пушки образца 1939 года (Ф-22-УСВ). Всего было изготовлено 10518 пушек. Снята с производства в конце 1942 года;
- 76-мм танковой пушки образца 1940 года (Ф-32) для тяжелого танка КВ-1 с длинной ствола 31,5 калибра. Пушки Ф-32 устанавливались также на танки Т-34[16]. Выпускалась она только до конца 1941 года. Всего была изготовлена 821 пушка[17];
- 76-мм танковой пушки образца 1940 года (Ф-34) для среднего танка Т-34-76 с длинной ствола в 41,5 калибра. Она заменила пушку Л-11 с длинной ствола 30,5 калибра[18]. Пушки Ф-34 устанавливались также на бронекатера и бронепоезда. Всего по разным источникам было выпущено от 37000[19] до 38580[5] орудий. Снята с производства в 1944 году;
- 57-мм противотанковой пушки образца 1941 года (ЗИС-2, «ЗИС» — индекс завода № 92 им. Сталина с 1941 года). Всего за годы войны было изготовлено 10016 пушек. После 1945 года было изготовлено 3694 пушки;
- 57-мм самоходной пушки образца 1941 года (ЗИС-30) для артиллерийского тягача Т-20 «Комсомолец». Всего было изготовлено около 100 установок;
- 76-мм дивизионной пушки образца 1942 года (ЗИС-3). Всего за годы войны было изготовлено 48016 пушек. Ещё около 13300 штук было смонтировано на САУ СУ-76;
- 76-мм танковой пушки образца 1942 года (ЗИС-5) для тяжелого танка КВ-1 . Всего с 1941 по 1943 годы было изготовлено 3577 пушек[5];
- 76-мм танковой пушки образца 1943 года (С-54, «С» — индекс ЦАКБ) . Она имела очень длинный ствол — 58 калибров и предназначалась для вооружения танков Т-34 взамен пушки Ф-34. По результатам испытаний она была рекомендована к принятию на вооружение. Всего было изготовлено 62 пушки[20].

## Награды и звания
- Награждён Орденом Трудового Красного Знамени (1943), двумя Орденами Красной Звезды (1936[21], 1945), Орденом Знак почета (1940[22]), медалями.
- Сталинская премия первой степени (1943[23]) за разработку новых образцов артиллерийского вооружения.